# Namsos (ville)
Namsos est une ville norvégienne et le centre administratif de la commune de Namsos. La ville compte 8421 habitants au 1er janvier 2020.
Namsos a été fondée en 1845. La ville se compose essentiellement de maisons en bois et a brûlé trois fois au cours de son histoire relativement courte. La première fois, en 1872, lorsque deux garçons étaient en train de jouer avec des allumettes. La deuxième fois, en 1897, pour une cause inconnue. La troisième fois au cours de la deuxième guerre mondiale, lorsque la ville a été bombardée par l'aviation allemande le 20. avril 1940. Près de la ville se trouve la rivière Namsen, et de vastes forêts qui en font un endroit idéal pour les scieries. Aujourd'hui encore, l'un des onze scieries historiques, Moelven Van Severen AS, que comptait la ville existe encore.